# Testudo graeca cyrenaica
Sous-espèce
Testudo graeca cyrenaica est une sous-espèce de tortues de la famille des Testudinidae.

## Répartition
Cette espèce est endémique de Libye.

## Publication originale
- Pieh & Perälä, 2002 : Variabilität von Testudo graeca Linnaeus, 1758 im östlichen Nordafrika mit Beschreibung eines neuen Taxons von der Cyrenaika Nordostlibyen). Herpetozoa, vol. 15, n. 1/2, p. 3–28 (texte intégral).